# Хуан-Грієго
Хуан-Грієго — місто у північній частині острова Маргарита, є найпівнічнішим портом Венесуели. Населення — 28 256 чоловік (2001).